# Porto de Moz
Porto de Moz is een gemeente in de Braziliaanse deelstaat Pará. De gemeente telt 28.091 inwoners (schatting 2009).

## Geografie

### Hydrografie
De plaats ligt aan de rivier de Xingu die uitmondt in de rivier de Amazone. De rivier de Guajará ontspringt in de gemeente, maakt uit van de gemeentegrens en mondt uit in de Amazone. De rivier de Furo Luí mondt uit bij de monding van de Guajará. De Cajaí en Igarapé Peturu ontspringen in de gemeente en monden uit in de Amazone. De rivieren de Acaraí en Jaraucu stromen door de gemeente en monden uit in de Xingu. De rivieren de Majari, Peri en Veiros ontspringen in de gemeente en monden uit in de Xingu.

### Aangrenzende gemeenten
De gemeente grenst aan Almeirim, Brasil Novo, Gurupá, Medicilândia, Melgaço, Portel, Prainha, Senador José Porfírio en Vitória do Xingu

### Beschermd gebied

#### Bosgebied
- Reserva Extrativista Verde para Sempre

## Verkeer en vervoer

### Wegen
De hoofdweg PA-364 verbindt de plaats met de rivier Majari binnen de gemeente.

### Waterwegen
Porto de Moz heeft een veerdienst met Vitória do Xingu en Santana (AP).

### Luchtverkeer
- Aeródromo Porto De Moz